# Okres Ostrów Wielkopolski
Okres Ostrów Wielkopolski (polsky Powiat ostrowski) je okres v polském Velkopolském vojvodství. Rozlohu má 1160,12 km² a v roce 2020 zde žilo 161 581 obyvatel. Sídlem správy okresu je město Ostrów Wielkopolski.

## Gminy
Městská:
- Ostrów Wielkopolski

Městsko-vesnické:
- Nowe Skalmierzyce
- Odolanów
- Raszków

Vesnické:
- Ostrów Wielkopolski
- Przygodzice
- Sieroszewice
- Sośnie

## Města
- Nowe Skalmierzyce
- Odolanów
- Ostrów Wielkopolski
- Raszków

## Sousední okresy
| Růžice kompasu | Krotoszyn, Pleszew | Pleszew                   | Kalisz     | Růžice kompasu |
| Růžice kompasu | Krotoszyn          | Sever                     | Kalisz     | Růžice kompasu |
| Růžice kompasu | Krotoszyn          | Okres Ostrów Wielkopolski | Kalisz     | Růžice kompasu |
| Růžice kompasu | Krotoszyn          | Jih                       | Kalisz     | Růžice kompasu |
| Růžice kompasu | Milicz             | Oleśnica                  | Ostrzeszów | Růžice kompasu |